# Muszla koncertowa
Muszla koncertowa – rodzaj amfiteatru, gdzie scena znajduje się pod otwartą kopułą nazywaną konchą, dzięki podobieństwu do muszli małży nazywana muszlą koncertową. Zastosowanie zwykle półokrągłego sklepienia poprawia akustykę sceny, działając podobnie jak zwierciadło wklęsłe w optyce – ogniskując i wzmacniając dźwięk na widowni. Zwykle obiekty takie powstawały w parkach czy przy głównych deptakach uzdrowiskowych.
Szczególnie popularne rozwiązanie stosowane na przełomie XIX i XX wieku, które w związku z upowszechnieniem aparatury nagłaśniającej traci swoje znaczenie jako miejsce koncertów i występów.

## Galeria

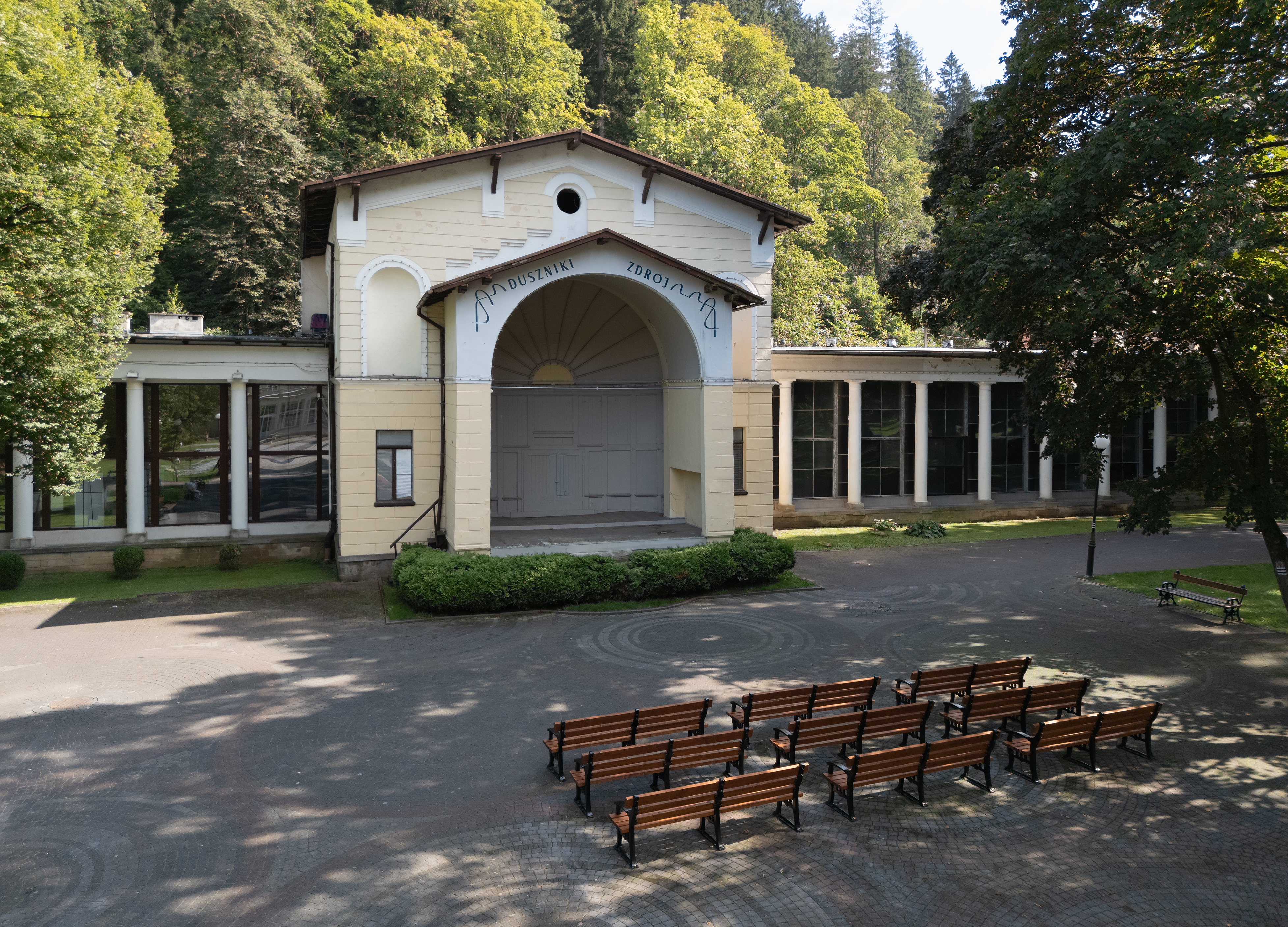
Muszla koncertowa w parku Zdrojowym w Dusznikach-Zdroju
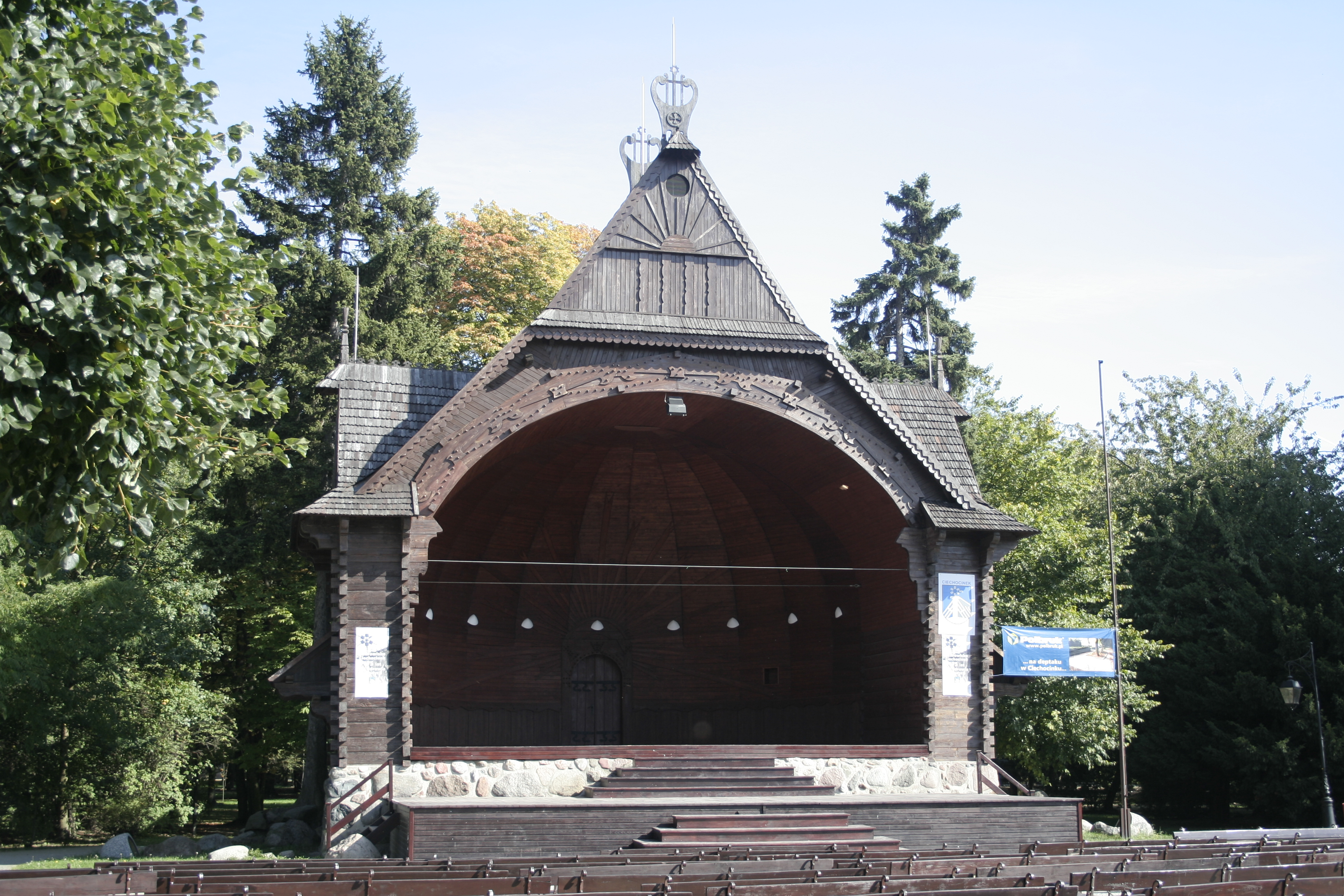
Muszla koncertowa w Ciechocinku
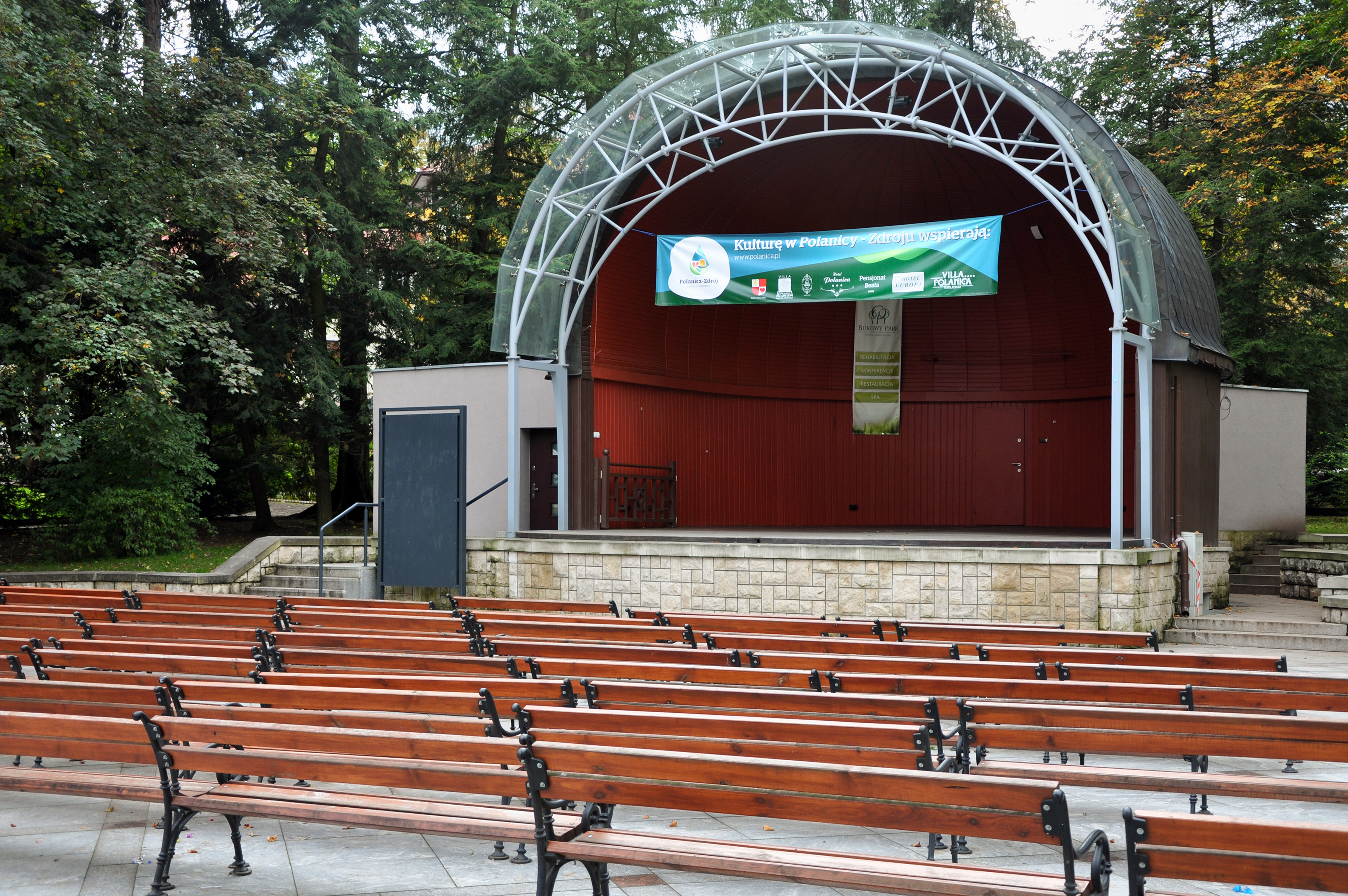
Muszla koncertowa w Polanicy-Zdroju
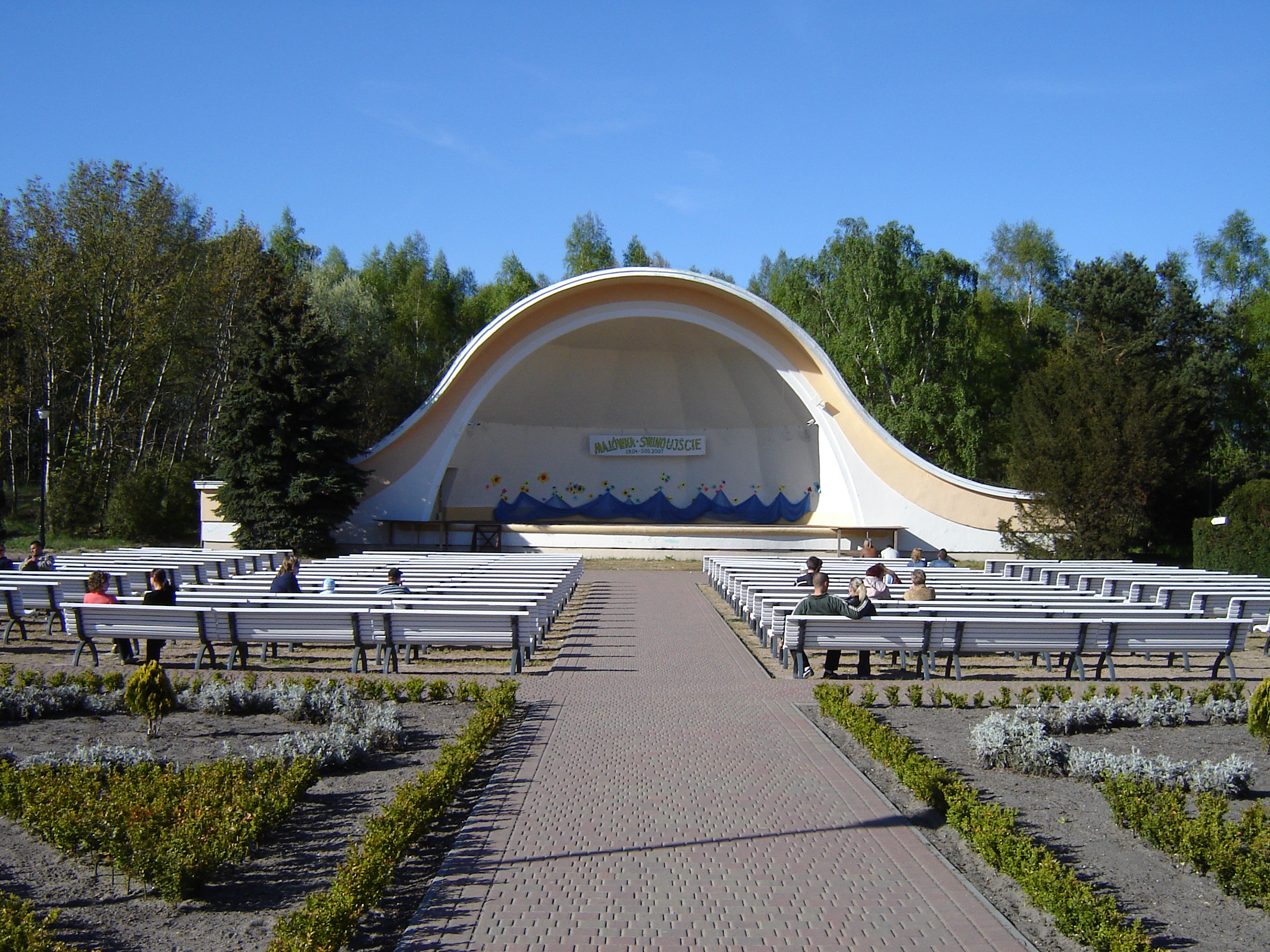
Muszla koncertowa w Świnoujściu
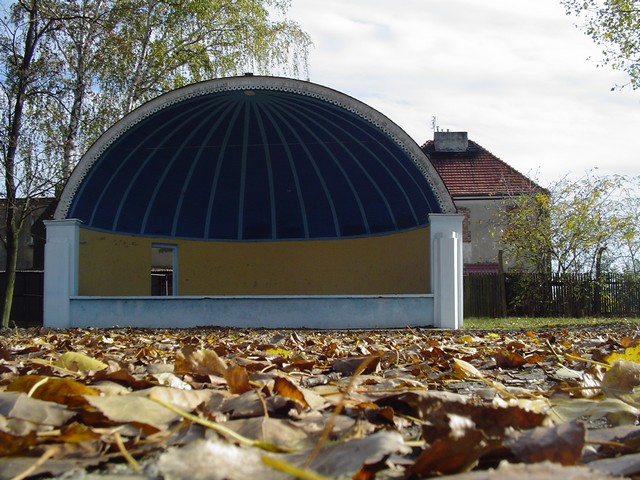
Muszla w Parku Brackim w Ostrowie Wielkopolskim
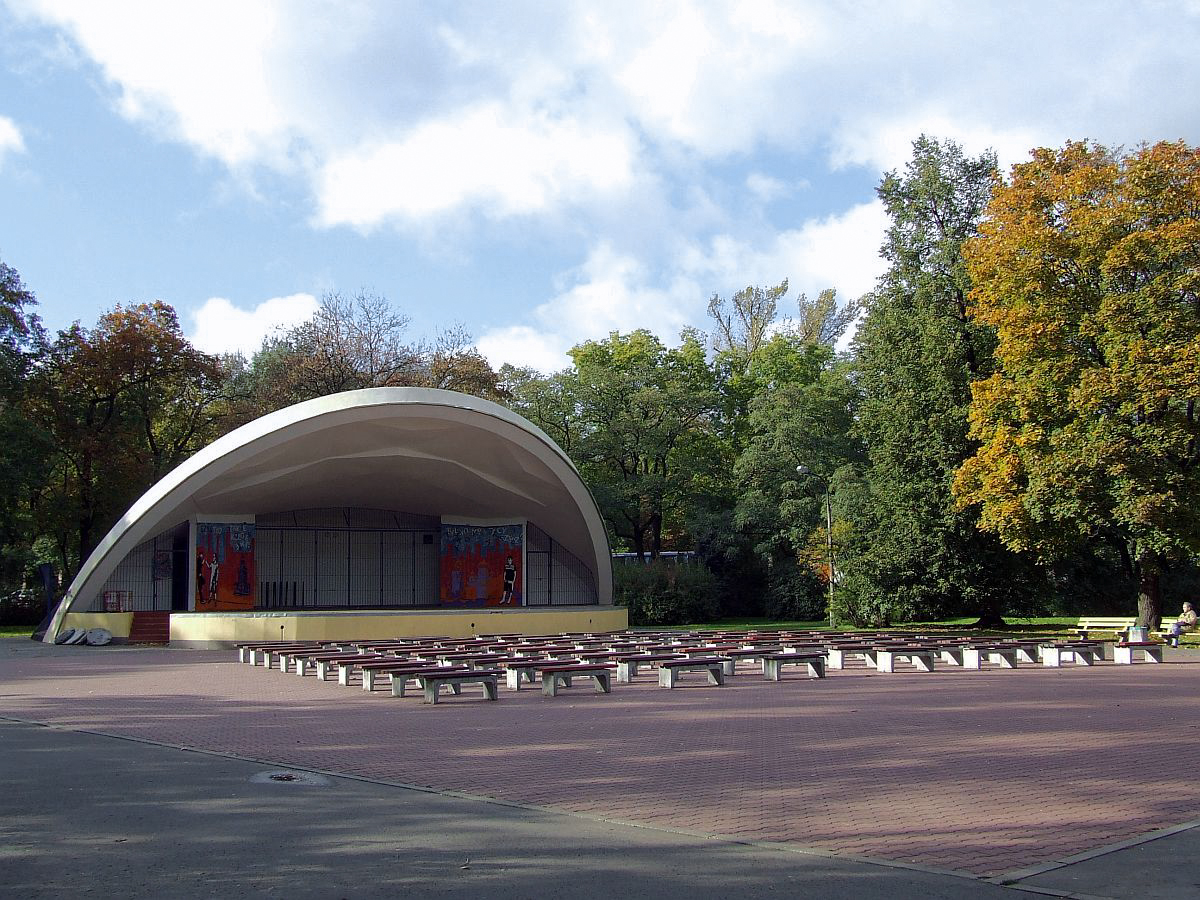
Muszla koncertowa w warszawskim parku Praskim
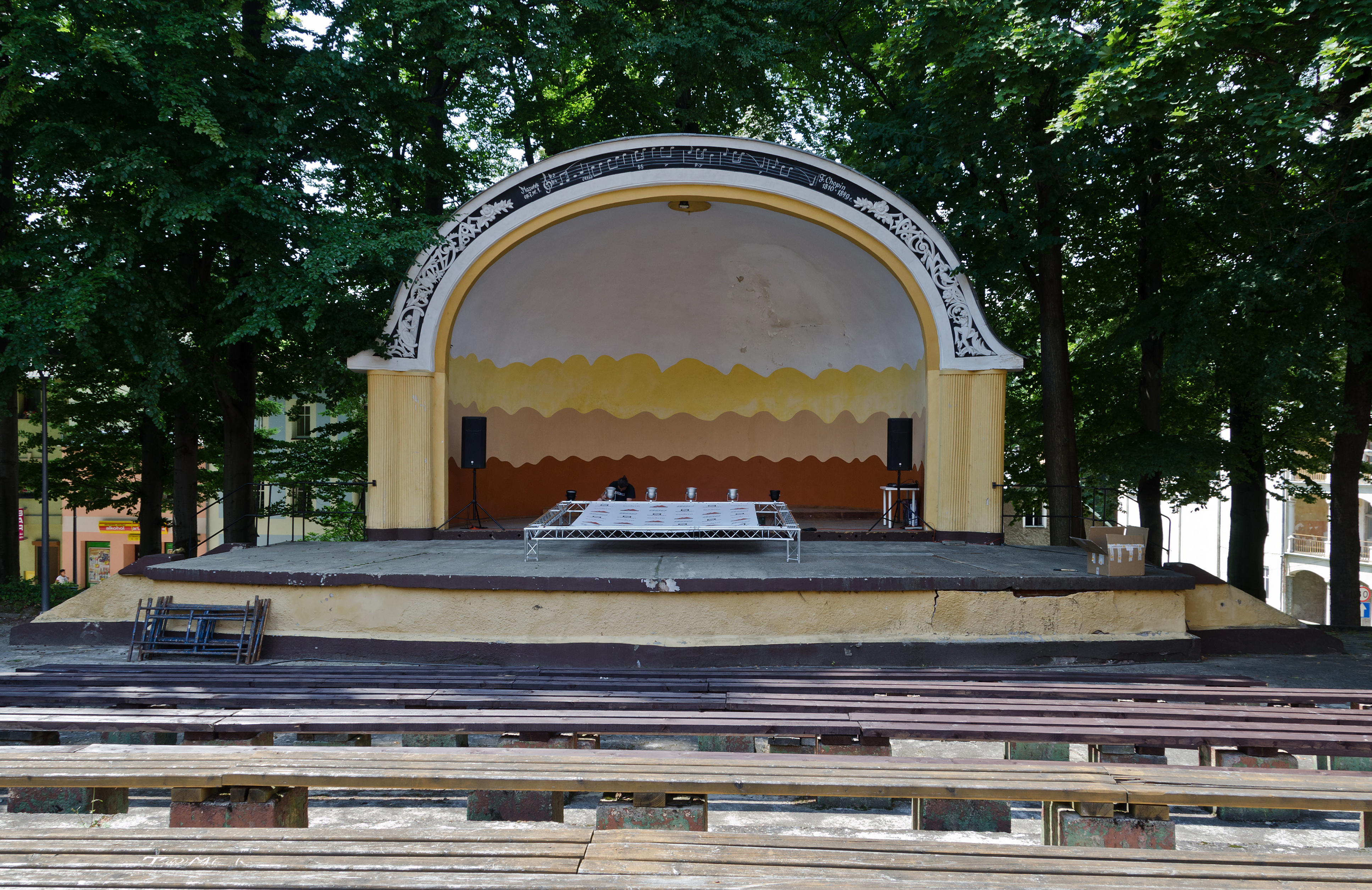
Muszla koncertowa w Lądku-Zdroju